# バニシングIN TURBO
『バニシングIN TURBO』（原題：Grand Theft Auto）は、1977年に公開されたアメリカ映画。

## 概要
本作は、後に名監督となるロン・ハワードの記念すべき第一作である。ロジャー・コーマン製作総指揮の下、ハワードは本作では主演も兼ねている。低予算ながらも内容は、とにかくたくさんの車をすっ飛ばし、豪快に破壊するという痛快なカーアクション・コメディといった作りになっている。
ちなみに原題の「Grand Theft Auto」は、「車両窃盗」という意味である。

## ストーリー
ロサンゼルスのビバリーヒルズに住むポーラは、恋人のサムとの結婚を認めてもらおうと両親のもとに向かう。しかし、父は政界を目指すために金持ちの息子コリンズと娘を結婚させようと考えており、大反対される。どうしてもサムと結婚したいローラは、親のロールス・ロイスを盗み出し、勝手に結婚するためにラスベガスへと向かう。
娘の行動を知った父は私立探偵に捜索を依頼、母はコリンズに連絡する。するとコリンズは自分で追跡を開始、人気DJのカーリーに、ラジオを通じてポーラを連れ戻してくれた人に2万5千ドルの賞金を出すということを放送させる。息子が出て行ったことを知ったコリンズの母は、息子を見つけた人に同じく2万5千ドルの賞金を出すと同じくカーリーに放送させる。
この放送が流れたことで、賞金目当ての様々な者達が二人を追って車を走らせる。一方の二人もこの放送を知り、逆にDJに自分達のことを説明した。すると今度はDJが二人を応援するように行動し始める。

## キャスト
※括弧内は日本語吹替（初回放送1982年9月25日『ゴールデン洋画劇場』）
- サム・フリーマン：ロン・ハワード（神谷明）
- ポーラ・パワーズ：ナンシー・モーガン（岡本茉利）
- プリシラ・パワーズ：エリザベス・ロジャース（山田礼子）
- ビグビー・パワーズ：バリー・ケイヒル（大木民夫）
- ネッド・スリンカー：ランス・ハワード
- コリンズ・ヘッジワース：ポール・リンク（野島昭生）
- ヴィヴィアン・ヘッジワース：マリオン・ロス（公卿敬子）
- カーリー・ブラウン：ドン・スティール（みのもんた）
- エース：クリント・ハワード
- 花婿：ポール・バーテル
- ボス：ゲイリー・マーシャル
  - その他吹替：曽我部和行、田中崇、平林尚三、小滝進

## スタッフ
- 監督：ロン・ハワード
- 脚本：ランス・ハワード、ロン・ハワード
- 製作総指揮：ロジャー・コーマン
- 撮影：ゲイリー・グレイヴァー
- 編集：ジョー・ダンテ
- 音楽：ピーター・アイヴァース

日本語版
- 演出：岡本知
- 翻訳：鈴木導
- 調整：飯村靖雄
- 担当：大橋義輝（フジテレビ）
- 配給：ジョイパックフィルム
- 制作：グロービジョン